# Kodeks 0181
Kodeks 0181 (Gregory-Aland no. 0181), Pap. Vindobonensis K. 39778 – grecki kodeks uncjalny Nowego Testamentu na pergaminie, paleograficznie datowany na IV lub V wiek. Przechowywany w Wiedniu. Do czasów współczesnych zachowała się jedna karta kodeksu. Cytowany jest w wydaniach krytycznych greckiego Nowego Testamentu.

## Opis
Do dzisiaj zachowała się jedna karta kodeksu, z tekstem Ewangelii Łukasza 9,59-10,14. Karta kodeksu ma rozmiary 15,4 na 13,6 cm. Szerokość marginesów wynosi od 1 do 3 cm. Pergamin strony recto ma barwę brunatną i zachował się w nie najgorszym stanie, z nielicznymi uszkodzeniami. Dziury w środku pojawiły się na skutek zginania karty. Strona verso zachowała się w złej kondycji i nosi ślady uszkodzeń dokonanych przez wodę. Pergamin jest koloru matowobrunatnego, atrament wypłowiał.
Tekst pisany jest jedną kolumną na stronę, w 26 linijkach w kolumnie. W jednej linijce mieści się zazwyczaj 28 liter. Litery są regularne, kształt greckich liter przypomina spotykany w Kodeksie Aleksandryjskim. Skryba popełnia błędy itacyzmu i inne błędy wynikające z błędnej interpretacji fonetycznego brzmienia greckich słów.
Nomina sacra (imiona święte) pisane są skrótami (κε, ις, θυ, κς), również liczby zapisywane są skrótami (οβ – 72).

## Tekst
Tekst fragmentu reprezentuje aleksandryjską tradycję tekstualną. Kurt Aland zaklasyfikował go do kategorii II, co oznacza, że jest ważny dla odtworzenia oryginalnego tekstu NT. Zawiera niewiele wariantów tekstualnych.
W Łk 9,62a przekazuje wariant εἶπεν δὲ ὀ Ἰησοῦς (powiedział zaś Jezus), w czym jest zgodny z tekstem papirusów Chester Beatty I, Papirus Bodmer XIV-XV, Kodeks Watykański oraz z minuskułem 700. Kodeks Synajski, Aleksandryjski, Efrema i Waszyngtoński przekazują wariant εἶπεν δὲ πρὸς αυτὸν ὀ Ἰησοῦς (powiedział zaś do niego Jezus).
W Łk 9,62b przekazuje wariant akcentowy ἑπιβάλλων (nakładający) zamiast ἑπιβαλών. Wariant rękopisu potwierdza Bodmer XIV-XV, Kodeks Aleksandryjski, Regius i Waszyngtoński.
W Łk 10,3 przekazuje wariant ἰδοὺ ἑγώ ἀποστέλλω (oto ja posyłam) zamiast ἰδοὺ ἀποστέλλω (oto posyłam). Wariant rękopisu potwierdzają: Kodeks Efrema, Bezy, Regius, Waszyngtoński, Koridethi, Zacynthius, Athous Lavrensis, f1, f13, 33 oraz rękopisy reprezentujące bizantyjską tradycję tekstualną.
W Łk 10,4 brakuje spójnika καί (i), w czym jest zgodny z Kodeksem Synajskim, minuskułem 28, 33 i 2542.
W Łk 10,10 przekazuje unikatowy wariant ἑπιέρχησθη (wejdziecie). Wariant ten nie został uwzględniony przez Alanda, który wliczył rękopis do grupy wspierających wariant εἰσέρχησθη (wejdziecie). Są to rękopisy: Aleksadryjski, Nitryjski, Waszyngtoński, Koridethi, Athous Lavrensis oraz rękopisy tradycji bizantyjskiej. Krytycy tekstu za poprawny wariant uważają εἰσέλθητε (wejdziecie), wspierany przez: Chester Beatty I, Bodmer XIV-XV, Kodeks Synajski, Watykański, Efrema, Bezy.

## Historia

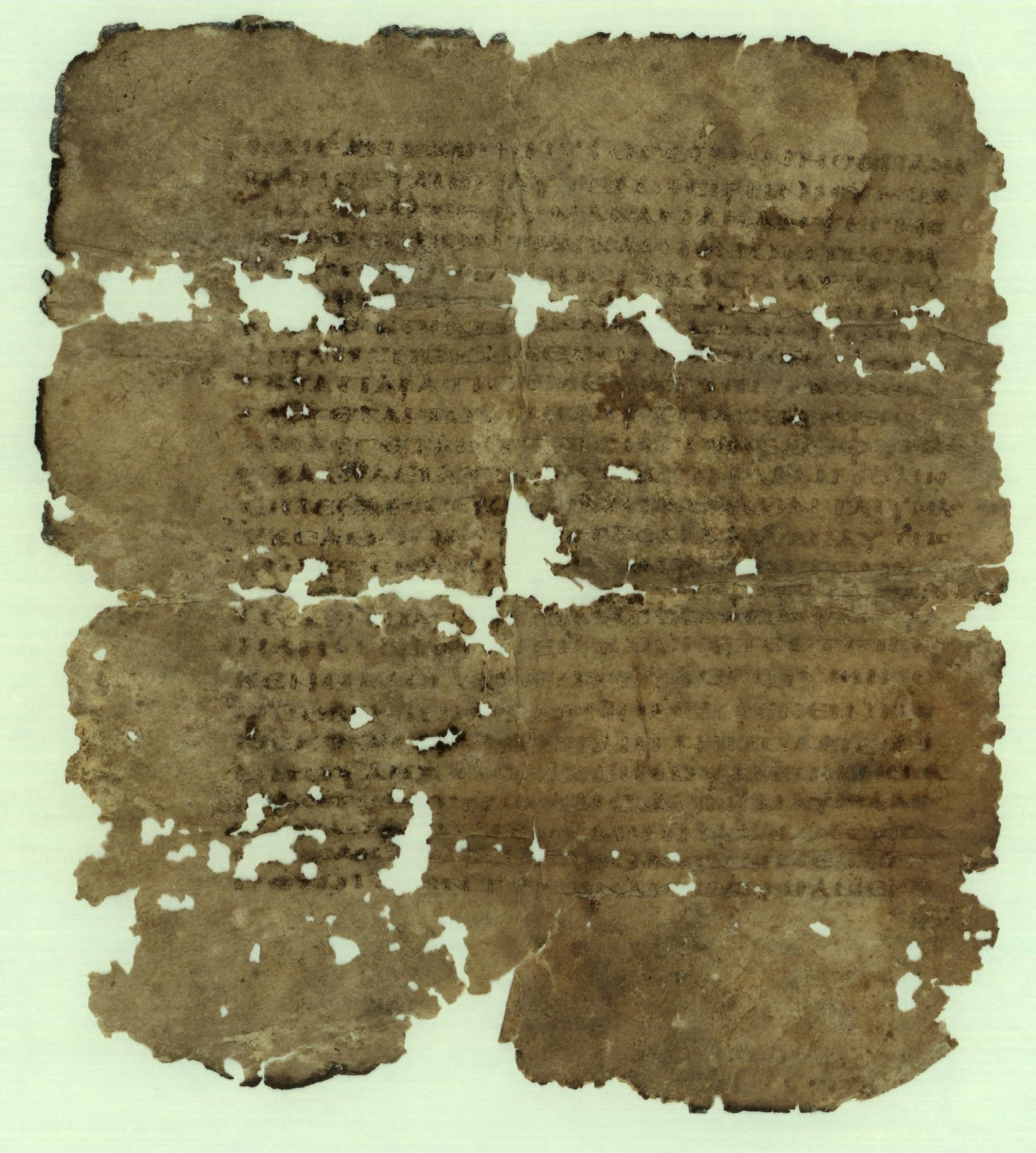
Strona verso z tekstem Łk 10,6-14

W oparciu o kształt liter paleografowie datują ten fragment na IV lub V wiek. W taki sposób datuje go INTF. Powstał w Egipcie i tam został znaleziony (prawdopodobnie w El-Aszmunejn).
Na liście rękopisów Nowego Testamentu umieścił go niemiecki biblista Ernst von Dobschütz w 1924 roku i oznaczył go za pomocą siglum 0181.
Faksymile kodeksu opublikował w 1911 roku austriacki paleograf Karl Wessely. Tekst rękopisu został opublikowany w 2008 roku przez Stanleya E. Portera oraz Wendy J. Porter. Porterowie poprawili błędy Wessely'ego (np. w Łk 9,59 dyftong νγ, a nie γγ).
Rękopis jest cytowany w wydaniach krytycznych greckiego Nowego Testamentu. W 27 wydaniu Nestle-Alanda (NA27) zaliczony został do grupy rękopisów cytowanych w pierwszej kolejności.
Rękopis jest przechowywany w Austriackiej Bibliotece Narodowej (Pap. K. 39778) w Wiedniu.